# Jadakiss

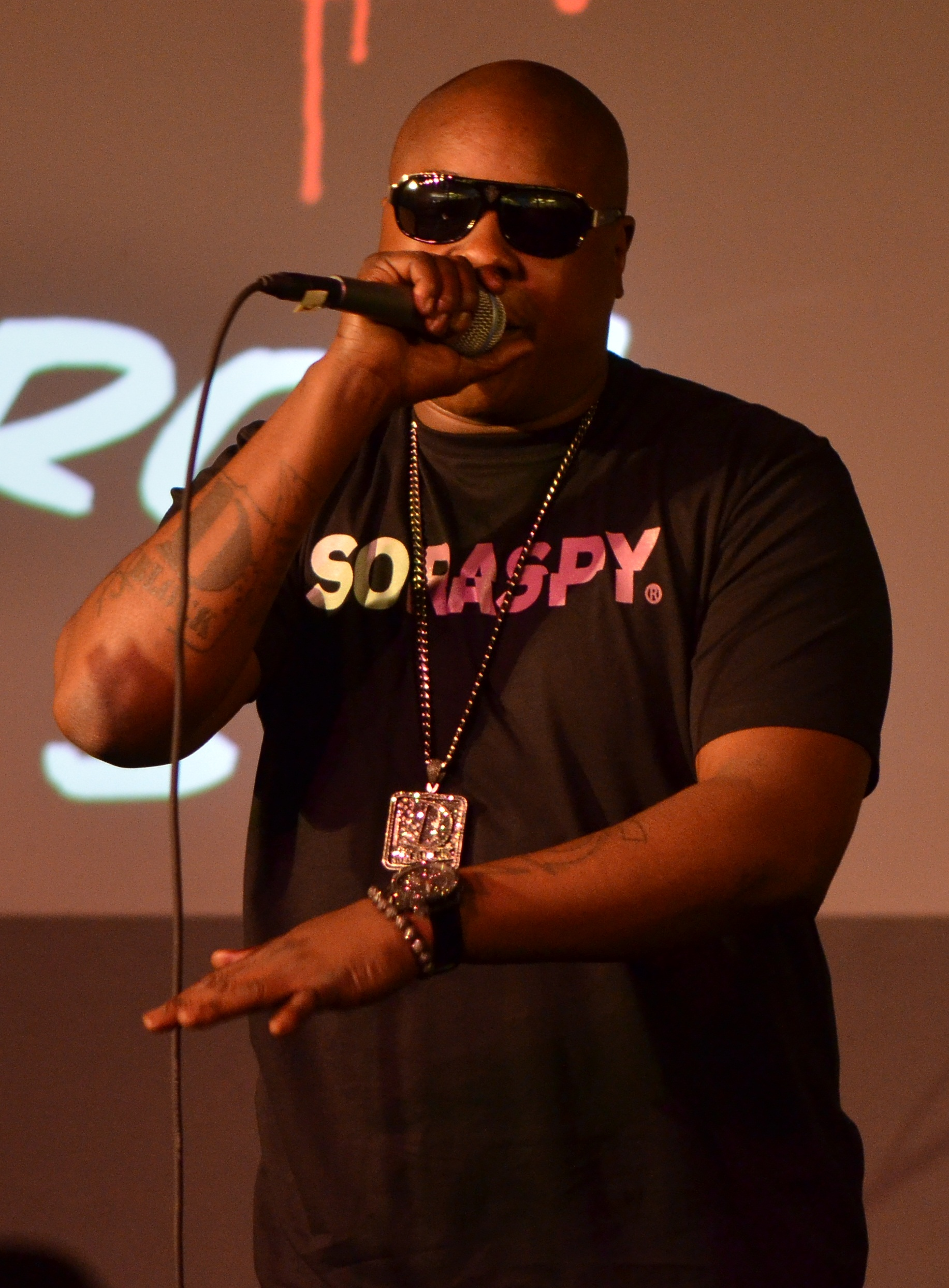
Jadakiss (2011)

Jadakiss (* 27. Mai 1975 in Yonkers, New York; eigentlich Jason Phillips) ist ein US-amerikanischer Rapper.

## Karriere
Der Eastcoast-Rapper gründete mit Sheek Louch und Styles P. die Rap-Formation The L.O.X. und das Label D-Block. Mit eben derselben Formation trat er erstmals öffentlich in Erscheinung. Das L.O.X.-Debütalbum Money, Power & Respect erschien am 13. August 1998 auf Bad Boy Records und erlangte Goldstatus. Auf Grund mangelnder Unterstützung seitens des von P. Diddy geführten Labels kam es jedoch nach nur einer Auskopplung zum Bruch und The L.O.X. wechselten zu Ruff Ryders Entertainment. Es kam zu einem anhaltenden Streit zwischen P. Diddy und The L.O.X. um die Vermarktungsrechte der Gruppe, von denen P. Diddy 50 Prozent besaß. 
In der Folgezeit trat Jadakiss vor allem auf Mixtapes in Erscheinung. 2001 veröffentlichte er schließlich sein Solodebüt Kiss Tha Game Goodbye, das Goldstatus erreichte. 2004 folgte Kiss of Death, das sofort auf Platz 1 der amerikanischen Billboard Charts einstieg. Beide Alben erschienen auf Ruff Ryders Entertainment.
Jadakiss erlangte durch den Beef mit 50 Cent, der ihn auf seinem Album-Track Piggy Bank gedisst hatte, weitere Bekanntheit. Der Diss entstand, weil Jadakiss zuvor den Track New York mit Ja Rule, der mit 50 Cent verfeindet ist, gemacht hat. Anfang 2014 haben er und 50 auf der Seite von 50 Cent (Thisis50.com) ihren Beef beigelegt. 50 Cent hat erklärt, dass er eigentlich kein Problem mit Jadakiss habe.
Jadakiss steht seit Ende 2007 bei Def Jam Records unter Vertrag. Im April 2009 erschien das dritte Soloalbum unter dem Namen The Last Kiss.
Sein viertes Soloalbum trug den Titel Top 5 Dead or Alive, wurde im November 2015 veröffentlicht und enthielt unter anderem Gastbeiträge von Styles P, Akon, Lil Wayne sowie Puff Daddy.
Nach einem neuen L.O.X.-Album im Jahr 2016 (Filthy America... It’s Beautiful), veröffentlichte Jadakiss im Jahr 2017 das Kollaboalbum Friday on Elm Street mit Fabolous, auf dem auch Features von Yo Gotti, Future, French Montana, Jeezy und anderen vertreten sind.

## Diskografie

### Studioalben
| Jahr | Titel                 | Höchstplatzierung, Gesamtwochen, AuszeichnungChartplatzierungen (Jahr, Titel, Platzierungen, Wochen, Auszeichnungen, Anmerkungen) | Höchstplatzierung, Gesamtwochen, AuszeichnungChartplatzierungen (Jahr, Titel, Platzierungen, Wochen, Auszeichnungen, Anmerkungen) | Höchstplatzierung, Gesamtwochen, AuszeichnungChartplatzierungen (Jahr, Titel, Platzierungen, Wochen, Auszeichnungen, Anmerkungen) | Anmerkungen                                          |
| Jahr | Titel                 | CH | UK | US | Anmerkungen                                          |
| ---- | --------------------- | --- | --- | --- | ---------------------------------------------------- |
| 2001 | Kiss tha Game Goodbye | — | UK90 (1 Wo.)UK | US5 Gold · (14 Wo.)US | Erstveröffentlichung: 7. August 2001                 |
| 2004 | Kiss of Death         | — | UK65 (1 Wo.)UK | US1 Gold · (22 Wo.)US | Erstveröffentlichung: 22. Juni 2004                  |
| 2009 | The Last Kiss         | CH96 (1 Wo.)CH | — | US3 (19 Wo.)US | Erstveröffentlichung: 7. April 2009                  |
| 2015 | Top 5 Dead or Alive   | — | — | US4 (5 Wo.)US | Erstveröffentlichung: 20. November 2015              |
| 2017 | Friday on Elm Street  | — | — | US10 (3 Wo.)US | Erstveröffentlichung: 24. November 2017 mit Fabolous |
| 2020 | Ignatius              | — | — | US31 (2 Wo.)US | Erstveröffentlichung: 6. März 2020                   |

### Mixtapes
| Jahr | Titel                                | Höchstplatzierung, Gesamtwochen, AuszeichnungChartsChartplatzierungen (Jahr, Titel, Platzierungen, Wochen, Auszeichnungen, Anmerkungen) | Anmerkungen                        |
| Jahr | Titel                                | US | Anmerkungen                        |
| ---- | ------------------------------------ | --- | ---------------------------------- |
| 2011 | I Love You (A Dedication to My Fans) | US40 (3 Wo.)US | Erstveröffentlichung: 23. Mai 2011 |

Weitere Mixtapes
- 2004: The Champ Is Here
- 2005: Mr. Raspy (The Voice)
- 2006: D-Blocks Front Man
- 2006: King of the Jungle
- 2006: Kiss My-Ass
- 2006: The Big Co-Sign
- 2006: Who’s the Boss? (mit Styles P)
- 2007: Al Qaeda Jada (The Prequel)
- 2007: Real Hood Luv Again
- 2007: The Predator & The Ghost (mit Styles P)
- 2007: The Predator Is Back
- 2007: The Drought Is Over 3 (Who Is the Predator) (mit Lil Wayne)
- 2008: Audio Heroin (The Mixtape)
- 2008: Hard as a Roc
- 2008: The General
- 2009: The Champ is Here Pt.2
- 2010: The Champ is Here Pt.3
- 2012: Consignment
- 2015: #T5DOA: Freestyle Edition

### Singles
| Jahr | Titel Album                           | Höchstplatzierung, Gesamtwochen, AuszeichnungChartplatzierungen (Jahr, Titel, Album, Platzierungen, Wochen, Auszeichnungen, Anmerkungen) | Höchstplatzierung, Gesamtwochen, AuszeichnungChartplatzierungen (Jahr, Titel, Album, Platzierungen, Wochen, Auszeichnungen, Anmerkungen) | Höchstplatzierung, Gesamtwochen, AuszeichnungChartplatzierungen (Jahr, Titel, Album, Platzierungen, Wochen, Auszeichnungen, Anmerkungen) | Höchstplatzierung, Gesamtwochen, AuszeichnungChartplatzierungen (Jahr, Titel, Album, Platzierungen, Wochen, Auszeichnungen, Anmerkungen) | Höchstplatzierung, Gesamtwochen, AuszeichnungChartplatzierungen (Jahr, Titel, Album, Platzierungen, Wochen, Auszeichnungen, Anmerkungen) | Anmerkungen                                                                                             |
| Jahr | Titel Album                           | DE | AT | CH | UK | US | Anmerkungen                                                                                             |
| ---- | ------------------------------------- | --- | --- | --- | --- | --- | --- |
| 2000 | The Best of Me Fear of Flying         | DE26 (13 Wo.)DE | — | CH64 (9 Wo.)CH | — | US50 (17 Wo.)US | Erstveröffentlichung: 22. Mai 2000 Mýa feat. Jadakiss                                                   |
| 2002 | Day & Night The Way We Do             | — | — | — | — | US98 (4 Wo.)US | Erstveröffentlichung: 9. Juli 2002 Isyss feat. Jadakiss                                                 |
| 2002 | Jenny from the Block This Is Me… Then | DE7 Gold · (15 Wo.)DE | AT7 (18 Wo.)AT | CH4 Gold · (20 Wo.)CH | UK3 Platin · (13 Wo.)UK | US3 Platin · (20 Wo.)US | Erstveröffentlichung: 26. September 2002 Verkäufe: + 2.470.000 Jennifer Lopez feat. Jadakiss & Styles P |
| 2004 | Time’s Up! Kiss of Death              | — | — | — | — | US70 (8 Wo.)US | Erstveröffentlichung: 20. April 2004 feat. Nate Dogg                                                    |
| 2004 | Why Kiss of Death                     | DE98 (1 Wo.)DE | — | — | — | US11 (20 Wo.)US | Erstveröffentlichung: 13. Juli 2004 feat. Anthony Hamilton                                              |
| 2004 | U Make Me Wanna Kiss of Death         | — | — | — | — | US21 (13 Wo.)US | Erstveröffentlichung: 1. Oktober 2004 feat. Mariah Carey                                                |
| 2004 | New York R.U.L.E.                     | — | — | — | — | US27 (14 Wo.)US | Erstveröffentlichung: Dezember 2004 Ja Rule feat. Fat Joe & Jadakiss                                    |
| 2011 | It’s Good Tha Carter IV               | — | — | — | — | US79 (1 Wo.)US | Erstveröffentlichung: 13. September 2011 Lil Wayne feat. Jadakiss & Drake                               |

Weitere Singles
- 2001: We Gonna Make It
- 2002: Knock Yourself Out
- 2003: J-A-D-A (feat. Sheek Louch)
- 2004: Run (feat. Ghostface Killah)
- 2006: We Belong Together (Remix) (Mariah Carey feat. Jadakiss & Styles P.)
- 2008: By My Side (feat. Ne-Yo)
- 2009: Letter to B.I.G. (feat. Faith Evans)
- 2009: Who’s Real (feat. Swizz Beatz und OJ da Juiceman)
- 2011: Hold You Down (feat. Emanny)
- 2012: Don’t Like.1 (Kanye West feat. Chief Keef, Pusha T, Big Sean & Jadakiss, US: Platin)
- 2013: Big Boy Dialogue (feat. The-Dream)
- 2015: Jason (feat. Swizz Beatz)
- 2015: You Can See (feat. Future)
- 2015: Ain’t Nothin’ New (feat. Ne-Yo und Nipsey Hussle)